# Cleopatra (chanson)
Pour les articles homonymes, voir Cleopatra (homonymie).
Chansons représentant la Azerbaïdjan au Concours Eurovision de la chanson
Truth
(2019)
Cleopatra est une chanson de la chanteuse azérie Efendi, sortie le 10 mars 2020 en téléchargement numérique. La chanson aurait dû représenter l'Azerbaïdjan au Concours Eurovision de la chanson 2020, à Rotterdam, aux Pays-Bas.

## À l'Eurovision
Le 10 mars 2020, la chanson Cleopatra de Efendi est présentée par le diffuseur İTV comme représentant de l'Azerbaïdjan à l'Eurovision 2020 après une sélection interne.
La chanson aurait dû être interprétée en douzième position de l'ordre de passage de la première demi-finale, le 12 mai 2020. Cependant, le 18 mars 2020, l'annulation du Concours en raison de la pandémie de Covid-19 est annoncée.